# Бахна (Мехедінць)
Бахна (рум. Bahna) — село у повіті Мехедінць в Румунії. Входить до складу комуни Іловіца.
Село розташоване на відстані 287 км на захід від Бухареста, 20 км на північний захід від Дробета-Турну-Северина, 147 км на південний схід від Тімішоари, 115 км на північний захід від Крайови.

## Населення
За даними перепису населення 2002 року у селі проживала 471 особа, з них 470 осіб (99,8%) румунів. Усі жителі села рідною мовою назвали румунську.